# Golconda (Trinidad y Tobago)
Golcond es una localidad de Trinidad y Tobago, que forma parte de las regiones de Penal-Debe y Princes Town.

## Geografía
La localidad abarca parte de la isla Trinidad y limita al norte con Corinth (localidad perteneciente a la región de Princes Town) y Frienship, al sur con Esperance Village, al este con Friendship y Picton y al oeste con Duncan Village.

## Demografía
Datos demográficos de la localidad de Golconda:
| Gráfica de evolución demográfica de Golconda entre 2000 y 2011 |
|                                                                |